# 一条冬良
一条 冬良（いちじょう ふゆよし/ふゆら）は、室町時代から戦国時代初期にかけての公卿。太政大臣・一条兼良の二十三男。官位は従一位、関白、太政大臣。一条家10代当主。号は後妙華寺。

## 経歴
文明4年（1472年）応仁の乱のため、避難していた奈良で元服。正五位下に叙される。兄・教房が土佐国にあり、また、教房の嫡男・政房が摂津国福原で横死したため、教房の養嗣子となり家督を継ぐ。
文明9年（1477年）兼良と共に帰京する。長享2年（1488年）関白・内大臣となり、延徳4年（1492年）1月6日、従一位となる。明応2年（1493年）には太政大臣に任ぜられる。同年関白を辞任したが明応6年（1497年）再度関白職に復帰した。跡継ぎが居なかったため、兄・教房の孫の房通を婿養子にして家を継がせた。永正11年（1514年）3月27日薨去。享年51。
父・兼良の影響を受け、学問に熱心で古今和歌集の講義を行ったり、新撰菟玖波集の編纂に尽力した。

## 系譜
- 父：一条兼良
- 母：町顕郷の娘・南御方
- 妻：二条政嗣の娘
- 生母不明の子女
  - 女子：一条房通室
  - 男子：慈尊 - 大乗院門跡
- 養子
  - 男子：一条房通 - 一条房家の次男